# عشق جاویدان
«عشق جاویدان» (انگلیسی: Amar Prem) فیلمی هندی در سبک درام است که در سال ۱۹۷۲ منتشر شد. از بازیگران آن می‌توان به شارمیلا تاگور، راجش خانا و فریدا جلال اشاره کرد.